# Евмен трикрапковий
Евмен трикрапковий (Eumenes tripunctatus) — вид комах з родини Vespidae.

## Поширення
Ареал — від України (пролягає західна межа ареалу) до Монголії і Китаю.
В Україні — у Донецькій, Харківській, Полтавській, Херсонській і Запорізькій областях і в Криму. Чисельність дуже низька. Протягом останніх 50-ти років вид не реєструється в багатьох районах Харківської й Полтавської областях і Криму.

## Морфологічні ознаки
Єдиний вид роду Eumenes в фауні України з основним оранжевим забарвленням тіла. На другому членику черевця три чорних крапки. Довжина тіла — 12-17 мм.режим збереження популяцій та заходи з охорони Багато місць мешкання виду знаходяться на заповідних територіях. Необхідне додання заповідного статусу всім збереженим ділянкам цілинних псамофітних степів.

## Особливості біології
Степовий вид. Зустрічається винятково на ділянках псамофітних степів. На рік дає 2 генерації. Літає протягом усього теплого періоду року. Споруджують на рослинах однокоміркові гнізда із землі у формі округлого глечика з горлечком. Імаго — антофіли, личинки — ентомофаги.

## Загрози та охорона
Загрозами є скорочення площ цілинних псамофітних степів.